# 映画大会
『映画大会』（Smarty Cat、1955年10月14日）はトムとジェリーの作品のひとつ。

## スタッフ
- 監督 - ウィリアム・ハンナ　ジョセフ・バーベラ
- 製作 - フレッド・クインビー
- 作画 - ケネス・ミューズ　エド・バージ　アーヴン・スペンス　マイケル・ラー
- レイアウト - ディック・ビッケンバック
- 背景 - ベラ・オーマン
- 音楽 - スコット・ブラッドリー

## 作品内容
とある日の夜、トムの悪友であるブッチら3匹が映画鑑賞会を開催するために、映写機とスクリーンを持参して彼の家にやってきた。
作品の概要はブッチ曰く「トムの大活躍とアホな犬（スパイクのことを指す）の間抜けっぷり」。しかし、上映開始直前にブッチがその場にジェリーが居たことに気づき、ジェリーを外へ追い出したところで仕切り直しの上映開始。
映画の内容は、『恋ははかなく（Solid Serenade）』、『変な魚釣り（Cat Fishin'）』、『ブルおじさん（Fit to Be Tied）』のワンシーン。いずれもトムにしてやられるスパイクの醜態をまとめたものであり、その内容にトムやブッチらは大爆笑。一方、ジェリーはその「臨時映画館」に顔を出すたび邪魔者扱いされ外へ追い出される羽目に。
激怒したジェリーは、最終手段として就寝中のスパイクをトム宅の窓辺に連れて来た。そして、トムたちの笑い声に起きたスパイクがその映画作品を目の当たりにし、激怒して家の中で大暴れ。トムら4匹はスパイクに復讐され続け、ジェリーはその一部始終を8ミリカメラに収めるのだった。
備考
本作品のエンドクレジットは、スパイクがトムとブッチらを追いかける様子をジェリーがカメラで撮影する場面で「THE END」の文字が表示されるが、その後のエンドクレジット2は、従来のTOM&JERRYのもの(4:3標準サイズ)ではなく、テックス・アヴェリー作品等の他のMGMカートゥーンで用いられるもの(4:3標準サイズ)が使用された。

## 登場キャラクター
トム
「家には誰もいない」ことを紙に書いて知らせたのち、悪友のブッチら3匹を自身の家に招き入れて「映画大会」を開催。自身がスパイクを叩きのめす場面を見てブッチらと共に大爆笑するが、最後はそれを外から窓越しに見ていたスパイクに仕返しを喰らって追いかけられた。
ジェリー
ブッチらに追い出されてしまうがひるまず、寝ていたスパイクを起こして「トムがスパイクを叩きのめす作品を上映している」様子を（自身は下でスパイクの体を支えて）窓越しに見せる。最後はスパイクがトムとブッチらを叩きのめして追いかける場面を8ミリカメラで撮影した。
ブッチ、トプシー、ライトニング
映写機とスクリーンを持参してトム宅を訪れ「映画観賞会」を開催。トムにやられるスパイクを描いた作品を上映してトムと大爆笑すると共に、ジェリーを「よそ者」として追い出す。だが最後はスパイクに仕返しを喰らって追いかけられてしまう。
スパイク
自身がトムにやられる作品をトムとブッチらが上映し大笑いしていた様子を窓越しに見て憤慨。やがて映画観賞会の会場（トム宅）へ乱入し、トムとブッチらをボコボコにして追いかけた。